# Kiss Pál (kormányzó)
Nemeskéri Kiss Pál Ferenc Ciprián (Miszla, Tolna vármegye, 1799. március 13.–Miszla, Tolna vármegye, 1863. október 21.), császári és királyi kamarás, Fiume kormányzója 1837. és 1848. április 22 között, földbirtokos.

## Élete

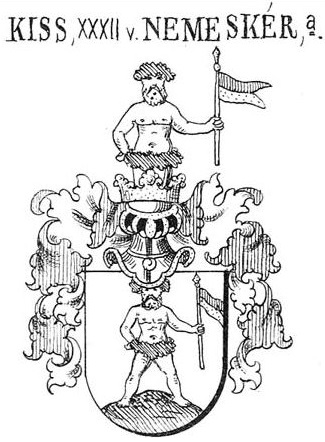
A nemeskéri Kiss család címere

A tekintélyes római katolikus nemesi származású nemeskéri Kiss család sarja. Apja nemeskéri Kiss János (1752-1808), udvari tanácsos, földbirtokos, anyja a Zala megyei nemesi származású forintosházi Forintos család tagja forintosházi Forintos Jozefa asszony. Apai nagyszülei nemeskéri Kiss Sándor (1698-1777), királyi tanácsos, Veszprém vármegye alispánja, és királydaróci Daróczy Zsófia voltak. Anyai nagyszülei forintosházi Forintos János (1727–1771), Zala vármegye főjegyzője, földbirtokos, és a zalalövői Csapody családból való zalalövői Csapody Borbála (1731–1794) voltak. Forintos János zalai főjegyzőnek a fivére Forintos Gábor (1723–1782) királyi tanácsos, Zala vármegye első alispánja, országgyűlési követe, táblabíró, jogász, birtokos volt. Forintos Jánosné Csapody Borbála fivérei Csapody László (1724–1791), jezsuita rendi tanár, költő, Csapody József (1727–1771) Somogy vármegye főszolgabíraja, földbirtokos, valamint Csapody Lajos (1729–1801), jezsuita rendi szerzetes, címzetes püspök. Nemeskéri Kiss Pál fiumei kormányzónak az egyik nővére nemeskéri Kiss Jozefa (1795–1855), akinek a férje, pallini Inkey Imre (1788–1848), császári és királyi kamarás, zólyomi főispán, földbirtokos; a másik nővére nemeskéri Kiss Borbála (1790–1809), akinek a férje, gyulai Gaál István (1784–1863), táblabíró, földbirtokos volt.
Nemeskéri Kiss Pál a hivatali pályát választotta a gazdálkodás helyett. Röviddel Bécsbe távozása után, 1827-ben évi 10 000 pft-ért bérbe adta miszlai birtokát Gremspergernek. A bérleti viszony 1830-ban megszakadt, Kiss Pál 3 000 Ft hátralék miatt lefoglaltatta bérlője javait. Egy évig maga próbálkozott Bécsből a gazdálkodással, majd 1832-ben évi 12 000 pft bérleti díjért apósa, Csapó Dániel vette át a birtokot. Ugyancsak árendába adta kisebb birtokait Pakson, Bölcskén, Némediben, Tétényben.
Ürményi Ferenc fiumei kormányzó leváltása után, őt nemeskéri Kiss Pál kancelláriai tisztviselő követte a hivatalban; 1837 és 1848 között fiumei kormányzóként szolgált nemeskéri Kiss Pál. Kormányzása alatt készülnek a tervek és kezdődnek a munkák a Vukovár-Fiume és Buda-Fiume vasút, valamint a nagy-kikötő és a hullámgát építésére. A fiumei kormányzói hivatalt 1848. április 22-éig foglalta; leváltása után az uralkodó fiumei kormányzóvá kinevezte helyette gróf Erdődy Jánost. Fiumén kisdedóvó intézetet az „Asilo di caritá per l’infanzia” nevű gyermekmenedékhelyt alapította nemeskéri Kiss Pál kormányzó; fenntartásának költségeihez a város is hozzájárult.
Miszlán tetemes segítséget nyújtott a református parókia építéséhez. Ferdinánd császártól vásártartási jogot szerzett Miszlának 1842-ben. Kiss Pál mintagazdaságot hozott létre Miszlán, apósával, a reformkor kiemelkedő személyiségével, Csapó Dániellel együttműködve. Mindketten fogékonyak voltak az újra: szőlőoltványokat, nemesített vetőmagvakat hozattak külföldről, selyemtenyésztéssel foglalkoztak, tégla- égetőt, pálinkafőzdét, olajütőt működtettek. Kiss Pál nem maga foglalkozott a mezőgazdasággal, hisz a gazdálkodás helyett a hivatali pályát választotta. Felesége, Csapó Ida alapította a miszlai óvodát, az elsők egyikét az országban. A szépségéről és kiváló szelleméről híres honleány emlékiratíró számos kortársa, köztük Kossuth és Széchenyi megbecsülését is kivívta. Nemeskéri Kiss Pál, jómódú földbirtokos, nem csak Miszlán, de anyai nagyanyjától, forintosházi Forintos Jánosné zalalövői Csapody Borbála (1731–1794) asszonytól örökségként Zalalövőn jutott Kiss Pál közel ötszáz holdhoz.

## Házassága
Feleségül vette Kajdacson 1824. május 25-én tagyosi Csapó Ida (Tolna, 1807. augusztus 31.–Pest, 1856. november 15.) kisasszonyt, akinek a szülei Csapó Dániel (1778–1844) reformkori politikus és mezőgazdasági szakember, Tolna vármegye alispánja, országgyűlési követe, földbirtokos, és tengeliczi Gindly Katalin (1787–1854) voltak. A menyasszony anyai nagyszülei tengeliczi Gindly Károly (1737–1805), királyi udvarnok, királyi asztalnok, földbirtokos és a tekintélyes barkóczi Rosty család sarja barkóczi Rosty Antónia (1755–1797) asszony voltak; Gindly Károlyné Rosty Antónia szülei Rosty Antal (1714–1756), huszárkapitány, földbirtokos, és szalapatakai Nagy Erzsébet (1734–1774) voltak. Az esküvői tanúk Gindly Antal, földbirtokos és Bezerédj István voltak. Nemeskéri Kiss Pál és Csapó Ida frigyéből nem született gyermek.